# Denticucullus mabillei
Denticucullus mabillei is een vlinder uit de familie uilen (Noctuidae). De wetenschappelijke naam is voor het eerst geldig gepubliceerd in 1907 door D. Lucas.
De soort komt voor in Europa.